# Zempow
Zempow ist ein 115 Einwohner zählender Ortsteil der Stadt Wittstock/Dosse im Norden Brandenburgs. Zempow liegt am Rand der Mecklenburgischen Seenplatte im Norden und der Wittstock-Ruppiner Heide im Süden.

## Geschichte
Am 26. Oktober 2003 wurde Zempow nach Wittstock/Dosse eingemeindet. Ortsvorsteher ist Ulrich Schnauder.
Das Autokino in Zempow war das einzige in der DDR.